# Mauricio Macri

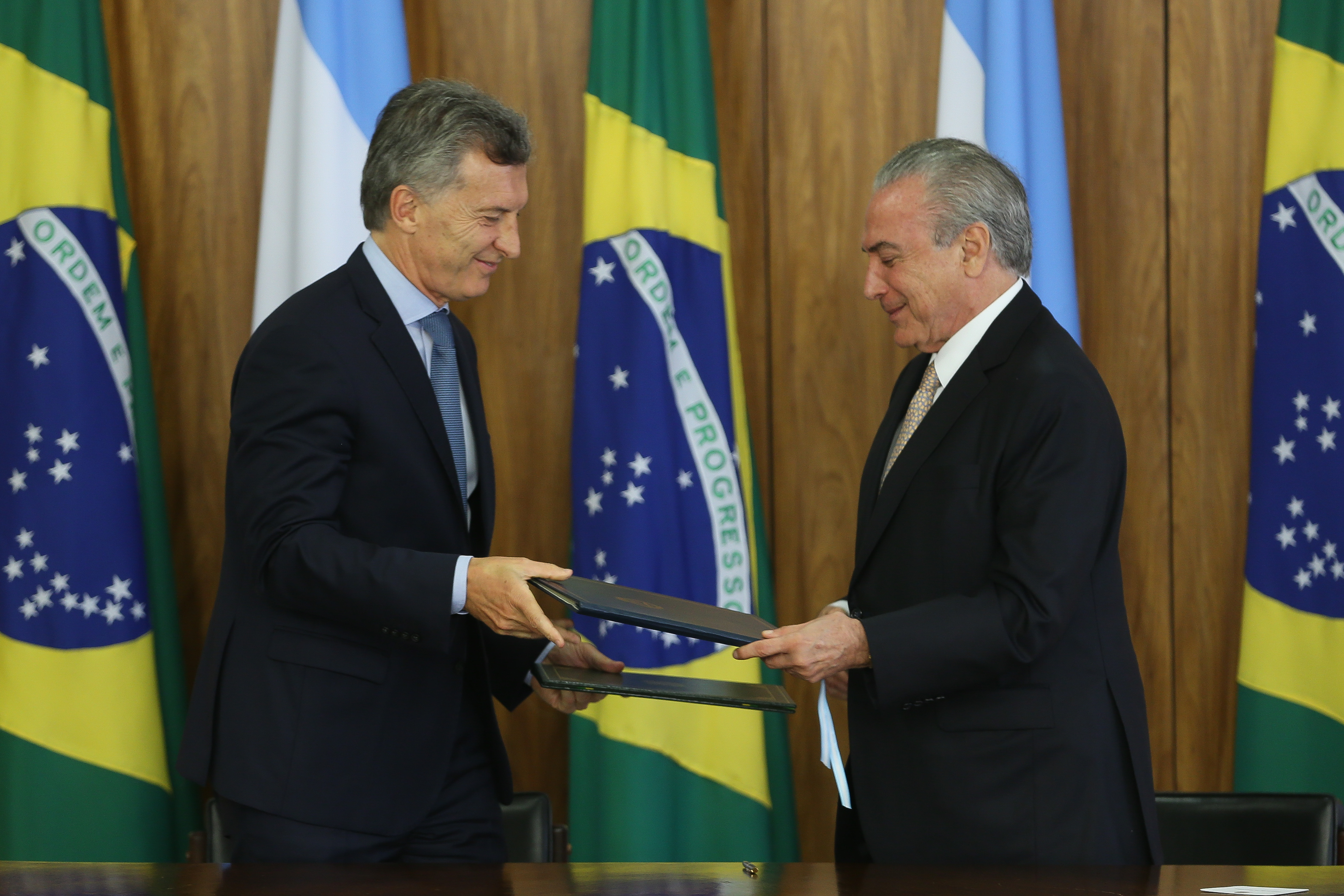
Mauricio Macri i Michel Temer podczas wizyty prezydenta Argentyny w Brazylii, 7 lutego 2017

Mauricio Macri (ur. 8 lutego 1959 w Tandil) – argentyński polityk, przedsiębiorca i działacz sportowy, prezes CA Boca Juniors w latach 1995−2007, burmistrz Buenos Aires od 10 grudnia 2007 do 10 grudnia 2015, prezydent Argentyny od 10 grudnia 2015 do 10 grudnia 2019 roku.

## Edukacja i kariera zawodowa
Mauricio Macri urodził się w 1959 w Tandil w prowincji Buenos Aires w jednej z najbogatszych rodzin w kraju. Ukończył inżynierię lądową na Pontificia Universidad Católica Argentina w Buenos Aires. Następnie studiował na Columbia Business School w Nowym Jorku oraz na Wharton Business School.
Pracę zawodową rozpoczął jako analityk w firmie budowlanej Siceco Americana S.A.. W 1984 pracował w Departamencie Kredytowym Citibanku w Buenos Aires. W tym samym roku zaczął pracę w firmie budowlanej SOCMA należącej do jego rodzinnej spółki Grupo Macri. W 1985 został je sekretarzem generalnym. W latach 1986–1992 pełnił funkcję wiceprezesa, a następnie prezesa firmy Sideco. W 1992 został wicedyrektorem firmy Sevel, zajmującej się produkcją samochodów, a dwa lata później stanął na jej czele.
W 1995 został prezesem klubu piłkarskiego CA Boca Juniors. W 1999 oraz w 2003 był powtórnie wybierany na to stanowisko, które zajmował do 2007 roku.

## Kariera polityczna
Na scenie politycznej zaistniał w 2003, kiedy utworzył centroprawicową partię Compromiso para el Cambio. Pod jej szyldem w tym samym roku wziął udział w wyborach na burmistrza Buenos Aires. Uzyskał zwycięstwo w pierwszej turze głosowania, jednak w drugiej zdobył 47% głosów i przegrał z kandydatem lewicy Aníbalem Ibarrą.
W 2005 jego partia weszła w skład koalicji Propuesta Republicana (Propozycja Republikańska). Z jej ramienia uzyskał mandat w Izbie Deputowanych w wyborach parlamentarnych w październiku 2005 roku.
W lutym 2007 ogłosił zamiar startu w kolejnych wyborach lokalnych na urząd burmistrza stolicy. W pierwszej turze głosowania z 2 czerwca 2007, zwyciężył z wynikiem 45,6% głosów. W drugiej turze z 24 czerwca 2007, pokonał swojego rywala Daniela Filmusa, zdobywając 60,96% głosów. Urząd burmistrza miasta (Jefe de Gobierno de la Ciudad de Buenos Aires) objął 10 grudnia 2007 na okres 4-letniej kadencji.

### Wybory prezydenckie
W 2015 zdecydował się startować w wyborach prezydenckich w Argentynie. W I turze, która odbyła się 25 października 2015, zdobył 34,15% przechodząc do II tury razem z Danielem Scioli byłym wiceprezydentem Argentyny, który zdobył 37,08%, popieranym przez odchodzącą prezydent Cristiną Fernández de Kirchner. W wyniku pierwszej w historii drugiej tury wyborów z 22 listopada 2015 został wybrany na urząd prezydenta Argentyny uzyskując 51,44% głosów ważnych (12 903 301 głosów), pokonując w głosowaniu Daniela Scioli, kandydata popieranego przez ustępującą prezydent Argentyny.

#### Prezydentura (2015-2019)
Urząd prezydenta objął oficjalnie 10 grudnia 2015 roku. Na jego inauguracji nie uczestniczyła ustępująca prezydent, gdyż jego zwycięstwo określiła jako „zamach stanu”. Po uroczystym zaprzysiężeniu, spotkał się  z prezydentami państw Ameryki Południowej:  Dilmą Rousseff z Brazylii,  Michelle Bachelet z Chile,  Evo Moralesem Ayma z Boliwii,  Horacio Cartesem z Paragwaju,  Juanem Manuelem Santosem z Kolumbii,  Rafaelem Correą z Ekwadoru oraz z byłym królem Hiszpanii Janem Karolem.
W wyborach prezydenckich w których ubiegał się o reelekcję poniósł porażkę już w pierwszej turze ze swoim rywalem Alberto Fernándezem. Urząd prezydenta Argentyny zakończył 10 grudnia 2019 roku. W drugiej turze wyborów w 2023 roku poparł Javiera Milei.

## Brydż
Macri gra w brydża, reprezentował argentyńską drużynę narodową w 45 Mistrzostwach Świata w Brydżu 2022.